# Rúben Bareño
Rúben Laudelino Bareño Silva (né le 23 janvier 1944 en Uruguay) est un footballeur international uruguayen.
Il a terminé meilleur buteur du championnat d'Uruguay lors de la saison 1969 avec 8 buts, (à égalité avec les joueurs Alberto Spencer, Rubén García et Pedro Rocha).